# Kembang Seri (Talang Empat)
Kembang Seri is een bestuurslaag in het regentschap Midden-Bengkulu van de provincie Bengkulu, Indonesië. Kembang Seri telt 2725 inwoners (volkstelling 2010).